# ブリーラム・スタジアム

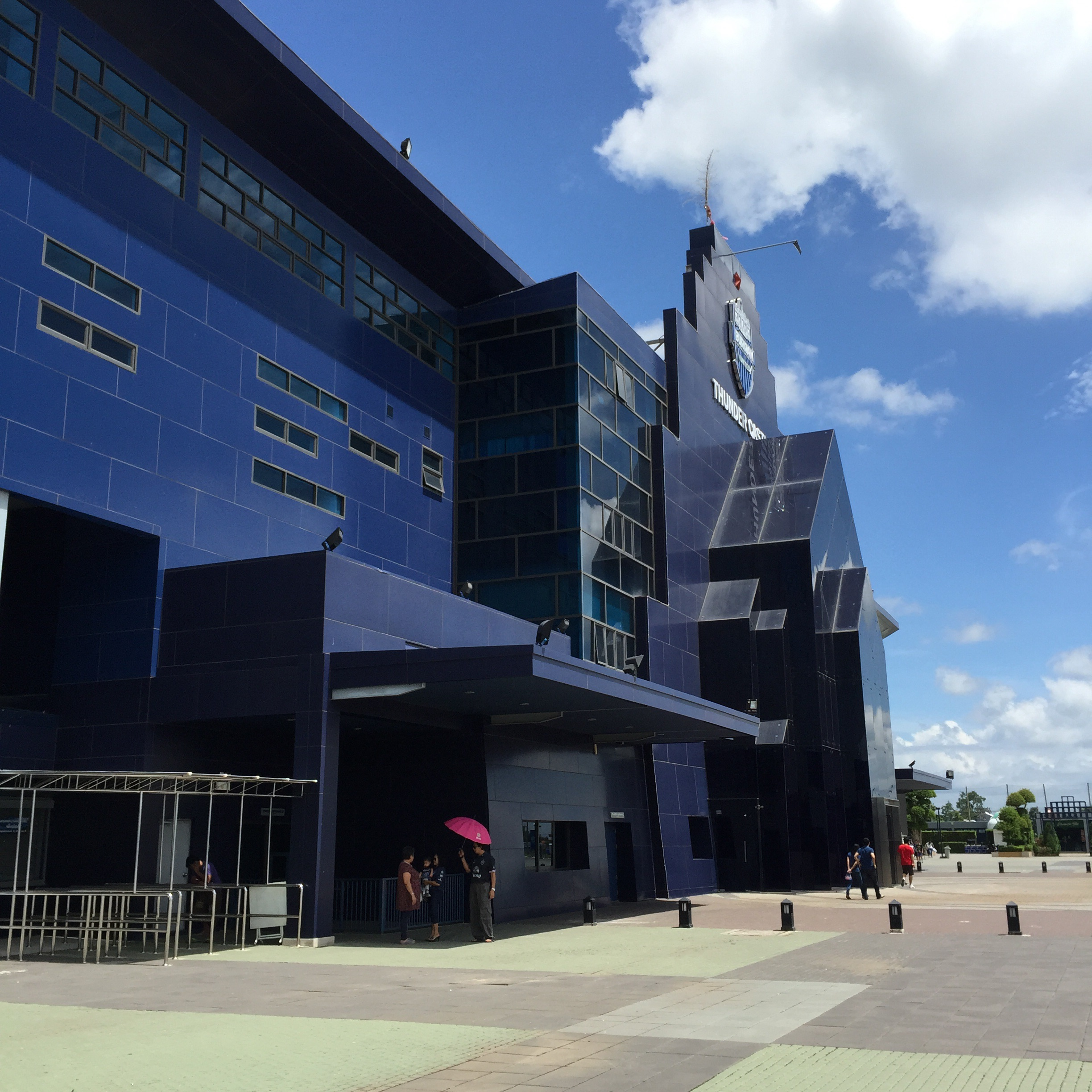
スタジアム前面

ブリーラム・スタジアム（英: Buriram Stadium、タイ語: บุรีรัมย์ สเตเดียม）は、タイ王国のブリーラム県にあるサッカースタジアム。ブリーラム・ユナイテッドFCのホームスタジアムである。チャーン・ビールが施設命名権を取得してチャーン・アリーナ（英: Chang Arena, タイ語: ช้างอารีนา）と呼称されている。ただし、AFCチャンピオンズリーグなどAFCの公式試合の際にはブリーラム・スタジアムの名称が使用される。また、ブリーラム県5番目の城にちなんでサンダー・キャッスル (英: Thunder Castle, タイ語: ธันเดอร์ คาสเซิล) の愛称でも呼ばれている。

## 概要
2011年に、アイモバイル・スタジアムに代わる新しいスタジアムとして建設された。収容人数は32,600人でクラブ所有のスタジアムとしてはタイ国内最大である。ブリーラム・ユナイテッドFCの試合の他にサッカータイ王国代表の試合で使用されることもある。当初はタイの通信事業者アイモバイルが命名権を取得していたためニュー・アイモバイル・スタジアム（英: New I-mobile Stadium、タイ語: นิว ไอ-โมบาย สเตเดี้ยม）と呼ばれていた。2017年末にチャーン・ビールの製造元であるタイ・ビバレッジとの間で10億バーツで5年間の施設命名契約が結ばれた。これにより2018年から現在の名称になっている。
スタジアム内にはグッズ販売のショップやVIPラウンジも設置されている。
また、スタジアムの裏手にはサーキット（チャーン・インターナショナルサーキット）が建設され、2014年9月にオープンされた。

## サッカーの国際試合

### サッカータイ王国代表
| #  | 開催年月日    | 対戦国     | 勝敗  | 試合概要                               |
| -- | ------------- | ---------- | ----- | -------------------------------------- |
| 1. | 2011年7月14日 | ミャンマー | ○ 2-1 | 親善試合                               |
| 2. | 2011年7月15日 | ミャンマー | △ 1-1 | 親善試合                               |
| 3. | 2011年7月23日 | パレスチナ | ○ 1-0 | 2014 FIFAワールドカップ・アジア2次予選 |

## 交通アクセス
【ブリーラム県】
- 車：バンコク1号線→サラブリー2号線→24号線→218号線　(約5～6時間)
- バス：バンコク北バスターミナル(モーチットマイ)よりブリーラム行き　(約6時間)

　ブリーラム市内よりトゥクトゥク・バイクタクシー約10分　(約100～150B)
- 鉄道：フォワランポーン駅よりウボンラチャターニー・スリン行き (約6～8時間)

　ブリーラム駅よりトゥクトゥク・バイクタクシー約10分　(約100～150B)
- 飛行機：ドンムアン空港～ブリーラム空港　(毎日1便/約1時間) ノックエアー、エアアジア